# Hamburg-Langenhorn
Hamburg-Langenhorn is het noordelijkste stadsdeel van Hamburg-Nord, een district van de Duitse stad Hamburg en heeft ongeveer 46.000 inwoners. 

## Geografie

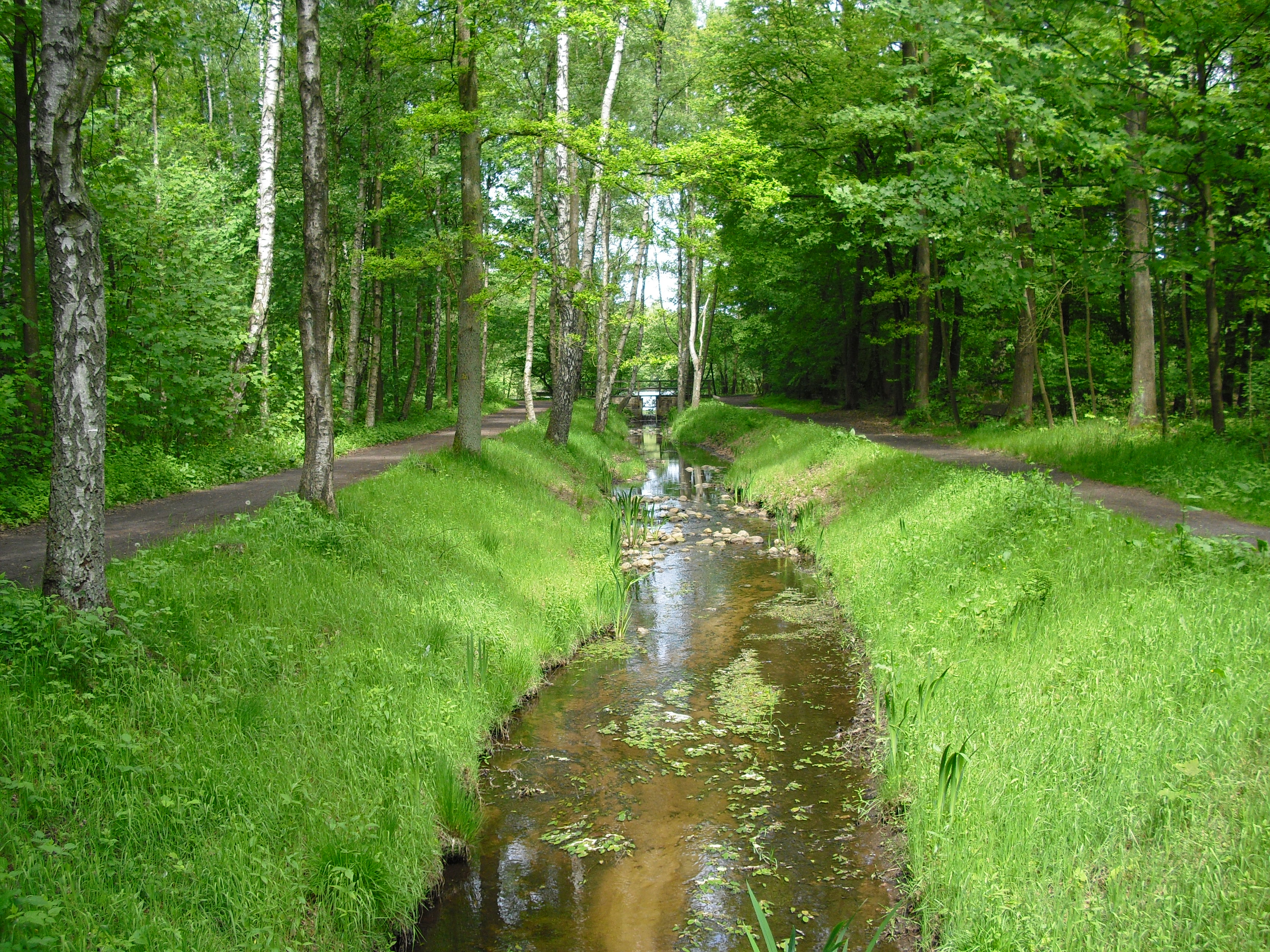
Raakmoorgraben, 2010

De westelijke grens van Langenhorn met Norderstedt in Sleeswijk-Holstein wordt gevormd door de Tarpenbek, de oostelijke met Hummelsbüttel en de zuidelijke met Fuhlsbüttel door de Raakmoorgraben. Ook in het noorden grenst Langenhorn aan Norderstedt, waar de wijk Ochsenzoll mee wordt gedeeld.

## Geschiedenis

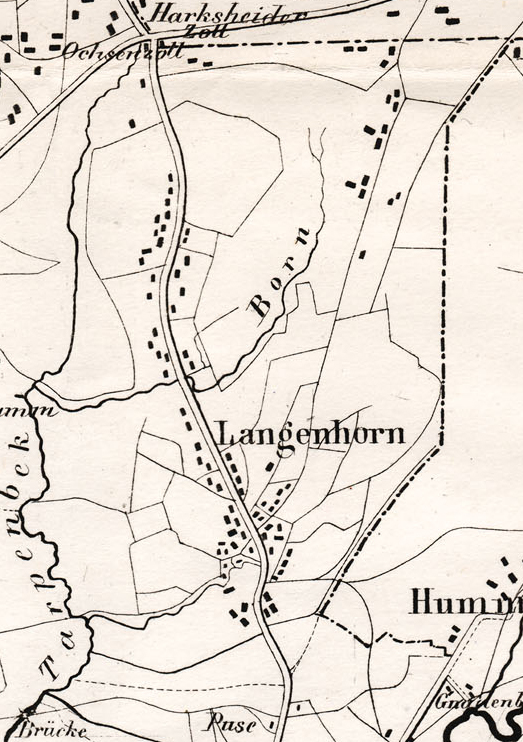
Kaart van Langenhorn, 1859

Uit opgravingen blijkt dat de plaats al in het neolithicum was bewoond.
In de Oudheid werd de streek bewoond door de Stormarn, een Saksische volksstam.
In de Middeleeuwen kwam Langenhorn in bezit van het Cistercienzerklooster Reinfeld, tot in 1283 het dorp werd overgedragen aan Graaf Gerard I van Holstein-Itzehoe en later overgeërfd door de graven van Holstein-Pinneberg.
In 1332 werd het dan verkocht aan een Hamburgse raadsheer. Sindsdien heeft Langenhorn steeds Hamburgse eigenaars gehad. Het Hamburgse Hospitaal St-Georg  verwierf steeds meer tot het in 1615 de enige eigenaar werd.
In 1806 werd het door de Fransen onder Napoleon Bonaparte bezet. Op 7 december 1813 werden zij verdreven door het Russische Kozakkenleger. Deze waren in de zogenaamde Kozakkenwinter een grote last. In 1814 trokken ze weg, maar Langenhorn herstelde zich hiervan zeer moeilijk. 
Op 30 november 1830 werd Langenhorn aan het beheer van het Hospitaal St-Georg onttrokken en toegewezen aan het Hamburgse Landheerschap der Geestlanden.
In 1871 kreeg het dorp een beperkte gemeentelijke autonomie.
Rond 1912 werd het vliegveld Fuhlsbüttel deels op grondgebied Langenhorn aangelegd. 
Op 1 april 1937 werd de grens aangepast zodat het vliegveld vanaf dan geheel op Fuhlsbüttel lag.
In de Tweede Wereldoorlog bleef Langenhorn grotendeels gespaard.
Bij de uitbreiding van de luchthaven in 1948 werd het grondgebied van Langenhorn nogmaals ingekrompen. Sindsdien heeft Langenhorn veel last van lawaai aangezien het onder de aanvliegroute van landingsbaan 05/23 ligt.

## Bezienswaardigheden
- Fritz-Schumacher-Siedlung
- Watertoren Hamburg-Ochsenzoll op het terrein van de Asklepios-kliniek
- Ansgarkerk
- St-Jürgenkerk
- Natuurreservaat Rothsteinmoor

## Verkeer

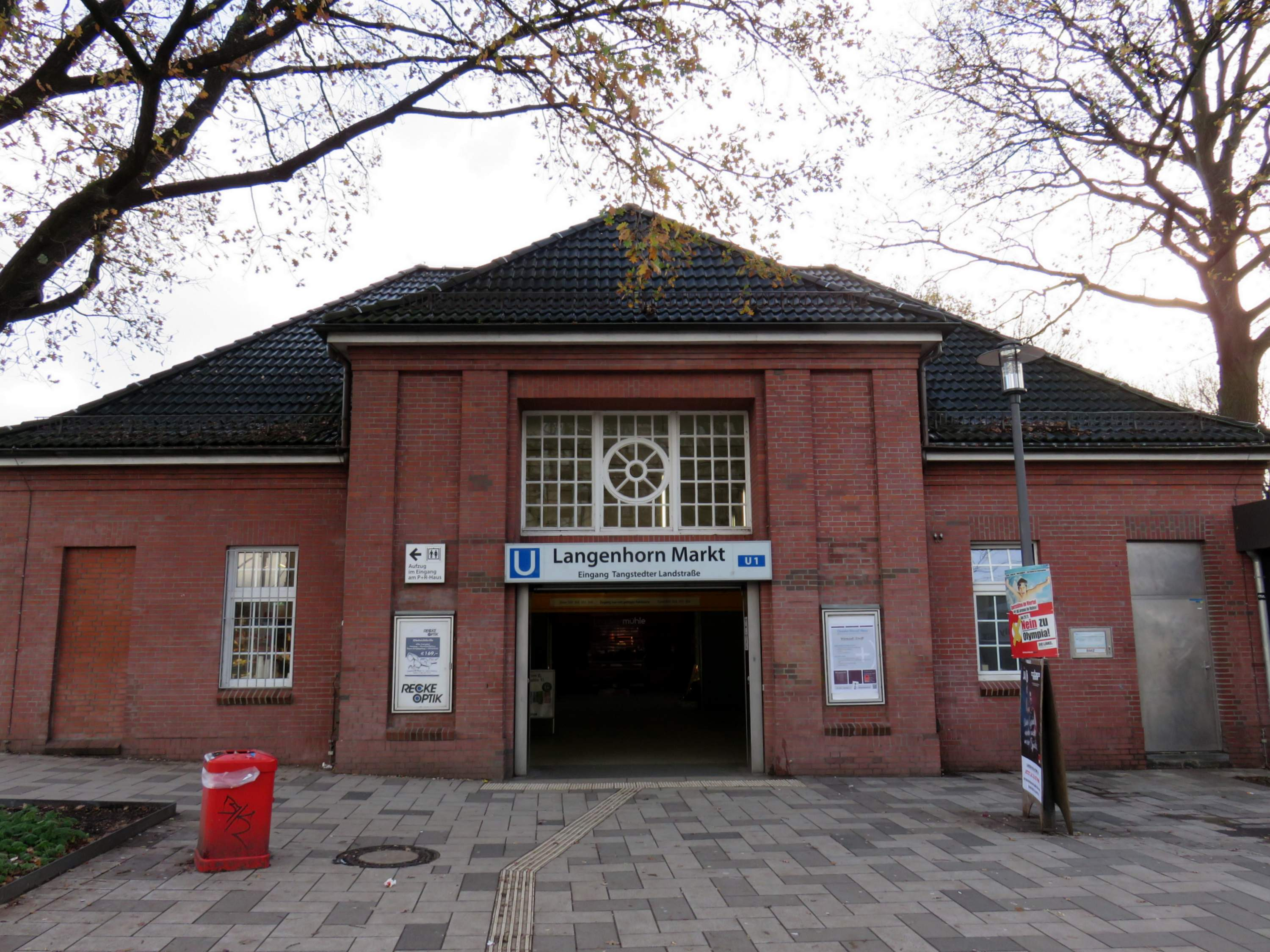
U-Bahn-Station Langenhorn-Markt

Langenhorn heeft vier stations van de Metro van Hamburg op zijn grondgebied op de lijn U1, namelijk : Langenhorn-Markt, Langenhorn-Nord, Kiwittsmoor en Ochsenzoll.
Belangrijke verkeersassen zijn de Langenhorner Chaussee,  Ring 3, B432 en B433